# José María Pazo
José María Pazo Torres (Valledupar, 4 aprile 1964) è un allenatore di calcio ed ex calciatore colombiano, di ruolo portiere.

## Caratteristiche tecniche
Giocava come portiere.

## Carriera

### Club
Vinse due campionati nazionali (1993 e 1995) con l'Atlético Junior a fianco di giocatori come Carlos Valderrama e Víctor Pacheco, conquistando anche la Reebok Cup nel 1997, anno nel quale passò all'Atlético Nacional di Medellín, con il quale terminò la propria carriera da giocatore nel 2000, dopo la conquista della Coppa Merconorte.

### Nazionale
Con la Colombia ha giocato tre partite dal 1993 al 1995, prendendo parte alla Copa América 1993 come terzo portiere dietro a Óscar Córdoba e Faryd Mondragón, stesso ruolo che ricoprì durante Stati Uniti 1994.

### Allenatore
Dal 2005 Eduardo Lara lo ha incluso nel suo staff come preparatore dei portieri della Colombia under 20.

## Palmarès

### Club

#### Competizioni nazionali
- Campionato colombiano: 2

Atlético Junior: 1993, 1995

#### Competizioni internazionali
- Coppa Merconorte: 1

Atlético Nacional: 1998